# ピエタ院

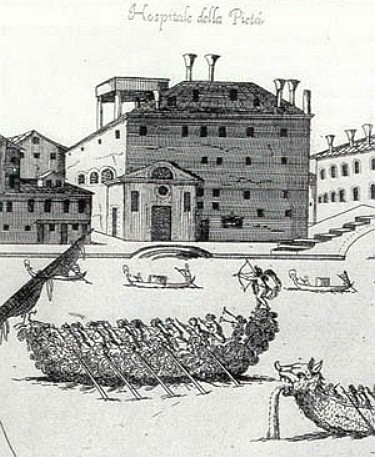
Ospedale della Pietà

ピエタ慈善院（Ospedale della Pietà、オスペダーレ・デッラ・ピエタ）は、ヴェネツィア共和国の救貧院、孤児院、音楽院。
1346年に孤児や棄児を養育するための慈善機関として設立された。のちに棄児はスカフェータと呼ばれる赤ちゃんポストによって預けられるようになった。預ける親の多くはいずれは引き取りに来ることを前提とし（多くの場合は実現しなかったが）、形見の品を赤ちゃんに添えた。女子は結婚しない限り、生涯をここで過ごした。男子も受け入れて船大工や石工などの職業訓練を行なったが、介護が必要などのよほどの事情がない限り16歳になるとここを去った。一方、女子は音楽的才能を発芽させれば、8歳から10歳にかけて集中的に訓練を始め、慈善院付属音楽院の「合奏・合唱の娘たち」の一員に育て上げられた。
「娘たち」という名前からは、ともすれば少女だけからなる女性オーケストラや合唱団が想像されるが、実際には構成メンバーは11歳から70歳にまで及び、平均年齢は40歳に近かった。演奏や歌唱は音楽院内のホールまたは教会で行なわれた。教会の聖歌隊席は祭壇の反対側に一箇所、側壁に向かい合うように二箇所あったが、下の観客から「娘たち」の姿かたちがはっきり見えないように、美しい飾りをちりばめた鉄製の格子に囲まれていた。ジャン＝ジャック・ルソーも聴衆としてこれを記録している。
共和国の法的保護の下にあったピエタ慈善院は、貴族や裕福な市民からの寄付と遺贈、音楽の才能のない「手工芸の娘たち」の収入だけでは十分まかなえず、付属音楽院のコンサートによる収入がピエタの運営を大きく支えた。
そのため18世紀以降、「合奏・合唱の娘たち」の指導には、すぐれた音楽家が当たるようになった。ヨハン・ローゼンミュラー、ジュゼッペ・サルティ、フランチェスコ・ガスパリーニらに続き、司祭でもあったアントニオ・ヴィヴァルディが音楽指導者に就任してからは、その指導の下に合奏・合唱団の技量が飛躍的に伸び、多くの女性ヴィルトゥオーソや名歌手を輩出した。中でも、名ヴァイオリニストとしてヨーロッパ各地から聴衆を呼んだアンナ・マリーア（アンネッタ）とキアーラ（キアレッタ）が有名であるが、いずれもヴィヴァルディの愛弟子であった。こうした名声に惹かれて貴族たちもここに娘を送って音楽教育を受けさせたため、慈善院は良家の音楽教育機関としても機能するようになった。
ヴィヴァルディは1703年から1740年までに断続的にヴァイオリン教師、作曲家を務めた。彼の器楽曲の多くがここの女性たちのために作曲された。その最初の作品は「ヴァイオリン、オーボエ、オルガン、シャリュモー（古クラリネット）と通奏低音のためのソナタ（RV779）」である。作品群の中には高度な技術を求められる楽曲も含まれており、当時のこのオーケストラのレベルの高さを示している。
教会付きの慈善院はその後取り壊され、現在はホテル（Hotel Metropole)となっている。ホテルのバーにはスカフェータ（赤ちゃんポスト）の跡が残されている。教会のほうは道をはさんだ向かいの敷地に新たに建てられ今日に至っている。
ピエタ慈善院の後身として「県立慈悲の聖母マリア児童施設」（Santa Maria della Pieta Istituto Provinciale d'Infanzia）が、教会の後方およびホテルの後方の敷地と建物を使って設置され（二つは空中廊下でつながっている）、出産と幼児養育の両面で若い母親たちを支援している。